# Parti de l'espoir
Le Parti de l'espoir (希望の党, Kibō no tō) est un mouvement politique, anciennement parti politique japonais libéral-conservateur, réformiste, décentralisateur et de troisième voie, fondé le 25 septembre 2017 par la gouverneure de Tokyo, Yuriko Koike. Le parti se veut une alternative au Parti libéral-démocrate (PLD) de Shinzō Abe. 
Le 7 mai 2018, la faction majoritaire du mouvement prend le nom de Parti national (国民党, Kokumintō) et fusionne le jour même avec un autre parti d'opposition, le Parti démocrate progressiste (PDP) pour former le Parti démocrate du peuple (PDP). Cependant, cinq parlementaires opposés à cette alliance décident de rester au sein du parti, qui est alors orienté plus à droite qu'avant cette scission. Celui-ci est finalement dissout en octobre 2021.

## Histoire

### Contexte de formation
Il prend la suite du Tomin First no Kai (都民ファーストの会, Tomin fāsuto no kai), un parti politique local tokyoïte fondé lui aussi par Koike. Le parti est formé peu avant l'annonce officielle des élections législatives anticipées d'octobre 2017.

### Parlementaires fondateurs
À sa création, il compte onze représentants et trois conseillers à la Diète du Japon. 
Les onze députés étaient alors : 
- Gōshi Hosono (ancien du PDJ puis du PDP, chef et fondateur de la faction Hosono, 5e district de Shizuoka depuis 2000, ministre d'État chargé successivement des Affaires des consommateurs et de la Sécurité alimentaire, de la Corporation en soutien aux compensations des dommages nucléaires, de la Préparation aux urgences nucléaires, de la Politique et de l'Administration de l'énergie nucléaire et ministre de l'Environnement de 2011 à 2012),
- Jin Matsubara (ancien du PLD faction Kōno, du Shinseitō, du Shinshintō, du Parti libéral, du PDJ factions Hatoyama-Ozawa-ex PDS puis du PDP, faction des ex-PDS, bloc proportionnel de Tokyo - 3e district de Tokyo depuis 2000, ministre d'État chargé des Affaires des consommateurs et de la Sécurité alimentaire en 2012),
- Hirofumi Ryū (ancien du PDJ puis du PDP, faction Hosono, 9e district de Kanagawa depuis 2003, secrétaire parlementaire puis 1er vice-ministre de l'Éducation, de la Culture, des Sports, des Sciences et de la Technologie en 2010-2011 et 2012),
- Akihisa Nagashima (ancien du PDJ factions Noda-Kan puis du PDP, faction Nagashima, bloc proportionnel de Tokyo - 21e district de Tokyo depuis 2003, secrétaire parlementaire puis vice-ministre de la Défense de 2009 à 2010 et en 2012),
- Mineyuki Fukuda (ancien du PLD, faction Asō, bloc proportionnel du Sud-Kantō - 8e district de Kanagawa depuis 2005, vice-ministre auprès du Bureau du Cabinet en 2017),
- Yūichi Gotō (ancien du PDJ puis du PDP, faction Hosono, 16e district de Kanagawa depuis 2009),
- Mito Kakizawa (ancien du PDJ puis du Parti de tous, du Parti de l'unité, du Parti de la restauration et du PDP, faction Eda, 15e district de Tokyo depuis 2009),
- Takatane Kiuchi (ancien du PDJ faction Ozawa, du PVP, du PFJ, du PVP, du Parti de la restauration puis du PDP, faction Matsuno, bloc proportionnel de Tokyo - 3e district de Tokyo de 2009 à 2012 et depuis 2014),
- Takeshi Noma (ancien du PDJ puis du NPJ puis sans étiquette, 3e district de Kagoshima depuis 2012),
- Masaru Wakasa (ancien du PLD faction Ishiba puis du Tomin First no Kai, 10e district de Tokyo depuis 2014),
- Hiroyuki Yokoyama (ancien du PDJ, du Parti de tous, du Parti de la restauration puis du PDP, faction Matsuno, bloc proportionnel de Shikoku - 2e district d'Ehime depuis 2014).

Les trois conseillers sont (tous élus pour un mandat renouvelable en 2019) :
- Shigefumi Matsuzawa (ancien du Shinseitō, du Shinshintō, du PDJ, du Parti de tous, du Parti des générations futures puis sans étiquette, district de la préfecture de Kanagawa depuis 2013, ancien député pour l'ancien 2e district puis le nouveau 9e district de Kanagawa de 1993 à 2003, ancien gouverneur de la préfecture de Kanagawa de 2003 à 2011),
- Kyoko Nakayama (ancienne du PLD faction Machimura, du Parti de l'aube, de l'Association pour la restauration du Japon, du PGF, du PKJ puis sans étiquette, district national depuis 2007, ministre d'État chargée de la question des enlèvements, de la population et de l'égalité des sexes en 2008, épouse de Nariaki Nakayama),
- Kuniko Kōda (ancienne du PDJ, du Vent vert, du Parti de tous puis sans étiquette, district de la préfecture de Saitama depuis 2007).

### Ralliement d'une majorité du PDP, scission et marginalisation
Le 28 septembre 2017, Seiji Maehara, le président du Parti démocrate progressiste, et l'essentiel des instances dirigeantes du parti décident de dissoudre leur groupe parlementaire à la Chambre des représentants et appellent leurs membres à se présenter sous l'étiquette du Parti de l'espoir pour les élections législatives japonaises de 2017. Le Parti de l'espoir annonce le 3 octobre investir un premier ensemble de 192 candidats, dont la moitié vient du Parti démocrate progressiste. Parmi les sortants, ce sont 45 des 88 députés que comptait le PDP et un du Nippon ishin no kai qui rejoignent alors le mouvement de Yuriko Koike. Parmi eux, des vétérans et des poids lourds comme Kazuhiro Haraguchi, Sakihito Ozawa, Yorihisa Matsuno, Motohisa Furukawa, Shū Watanabe ou Atsushi Ōshima.
Le 7 mai 2018, une faction du mouvement prend le nom de Parti national et fusionne le jour même avec un autre parti d'opposition, le Parti démocrate progressiste (PDP) pour former le Parti démocrate du peuple (PDP). Cependant, cinq parlementaires opposés à cette alliance décident de rester au sein du parti, qui est alors orienté plus à droite qu'avant cette scission.

## Direction
N'ayant pas encore organisé le premier congrès du parti, la direction se limite à la présidente fondatrice, Yuriko Koike. Le député Masaru Wakasa, perçu comme le bras droit de Koike, est pour sa part chargé de préparer la campagne électorale et les investitures aux élections législatives d'octobre 2017.